# Ash Ra Tempel
Pour leur premier album, voir Ash Ra Tempel (album).
 (avril 2018).
Si vous disposez d'ouvrages ou d'articles de référence ou si vous connaissez des sites web de qualité traitant du thème abordé ici, merci de compléter l'article en donnant les références utiles à sa vérifiabilité et en les liant à la section « Notes et références ».
Ash Ra Tempel, est un groupe de krautrock allemand. Il est formé en 1970 par Manuel Göttsching, Klaus Schulze et Hartmut Enke. Le nom est raccourci en Ashra à partir de 1977, alors que le groupe n'est déjà plus depuis un moment que le projet solo de Manuel Göttsching, en raison du départ des autres membres.

## Biographie

### Débuts (1970-1971)
Le groupe Ash Ra Tempel est fondé le 24 août 1970 à Berlin-Ouest par le guitariste Manuel Göttsching, le bassiste Harmut Enke et le batteur/claviériste Klaus Schulze, sur proposition de ce dernier qui venait juste de quitter le groupe Tangerine Dream. À l'époque, le groupe reste très instable et les musiciens peinent à composer leurs propres morceaux. 
Grâce à une solide réputation acquise dès les premiers concerts, se résumant bien souvent à de longues improvisations, Klaus Schulze parvient à convaincre le producteur Rolf-Ulrich Kaiser, avec qui il a déjà travaillé auparavant, de les aider à enregistrer leur premier album. Ash Ra Tempel sort en 1971. Produit par Conny Plank, il rencontre un fort succès et reste un classique du genre. Cependant, quelques mois après la sortie de ce premier album, Klaus Schulze décide de partir tenter sa chance dans une carrière solo.

### Période du succès (1971-1973)
Klaus Schulze est rapidement remplacé par le batteur Wolfgang Mueller et dès 1972, le groupe sort son deuxième album, Schwingungen, en collaboration avec de nombreux autres musiciens. Le style de l'album s'avère plutôt différent du premier, lui préférant de longues compositions planantes, préfigurant ainsi le space rock et l'ambient. Le groupe impressionne public et critiques, gagnant rapidement en notoriété en Europe.
En 1972, le groupe choisit de s'associer au psychologue Timothy Leary, pour écrire son troisième album. Seven Up sort en 1973, et continue d'explorer l'univers du planant. Rolf-Ulrich Kaiser, leur producteur, crée un nouveau label, Die Kosmischen Kuriere, spécialisé dans les groupes de Krautrock. Pour faire connaître ce dernier, il constitue un supergroupe, Cosmic Jokers, auquel participent Manuel Göttsching et Hartmut Enke.
Un quatrième album, Join Inn est rapidement enregistré, avec le retour de Klaus Schulze et l'arrivée de Rosi Müller au chant. L'album est de nouveau un succès, surtout au Royaume-Uni. Quelques mois plus tard, au beau milieu d'un concert à Cologne, Hartmut Enke est victime d'un mauvais trip au LSD qui altère durablement ses facultés mentales, l'obligeant à mettre un terme à sa carrière. Dieter Dierks le remplace. En 1973, pour l'album Starring Rosi, le batteur Harald Grosskopf collabore pour la première fois avec le groupe.

### Séparation (1974-1976)
En 1974, les musiciens d'Ash Ra Tempel se séparent. Seul, Manuel Göttsching décide de continuer l'aventure et enregistre en solo l'album Inventions For Electric Guitar sous le nom d'Ash Ra Tempel. Cet album est constitué de multiples expérimentations autour de la guitare avec utilisation de nombreux effets, le rendant assez inabordable, expliquant de ce fait son faible succès. Göttsching se tourne ensuite résolument vers la musique électronique et les synthétiseurs : c'est ainsi qu'il rencontre de nouveau le succès avec les morceaux Deep Distance et Sun Rain figurant sur l'album New Age Of Earth (1976), .
À partir de 1974, Manuel Göttsching utilise son « studio Roma » à Berlin ainsi que le studio Panne Paulsen à Francfort pour ses enregistrements.

### Ashra (depuis 1977)
Manuel Göttsching choisit désormais de publier ses albums sous le nom d'Ashra. Il effectue de nombreuses tournées et produit de nouveaux albums, comme Correlations (1978), avec Harald Grosskopf à la batterie et aux synthés, et Lüül (Lutz Ulbrich) à la guitare, au piano et aux synthés. Plus tard, il sort également des albums sous son propre nom, comme le remarqué E2-E4 (1984). En 1997, le musicien allemand Steve Baltes renforce Ashra aux échantillons et claviers.
Manuel Göttsching accepte de reformer Ash Ra Tempel en collaboration avec Klaus Schulze en 2000. Un album, Friendship, sort la même année et une tournée s'ensuit jusqu'en 2001, date à laquelle Klaus Schulze décide d'arrêter sa collaboration.
En 2010, le groupe est récompensé par le prix Schallwelle pour l'ensemble de son œuvre. Au cours de l'été 2011, les six premiers albums sont réédités sous le label MG.ART avec un remastering de Manuel Göttsching. En 2013, sort un DVD, Correlations in Concert, retraçant le concert à l'ufaFabrik de Berlin le 8 juin 2012.

## Membres
- Manuel Göttsching - guitare, claviers[2] (depuis 1970)
- Klaus Schulze - batterie, claviers (1970-1973, 2000-2001)
- Hartmut Enke - basse (1970-1973 ; mort en 2005)
- Harald Grosskopf : batterie
- Steve Baltes - claviers
- Rosi Müller - chant (1973-1976)
- Wolfgang Mueller - batterie (1972)
- Dieter Dierks - basse, batterie
- Timothy Leary - texte (1972 ; mort en 1996)
- Lutz Ulbrich - guitare

## Discographie
- 1971 : Ash Ra Tempel
- 1972 : Schwingungen
- 1972 : Seven Up (crédité à : Timothy Leary & Ash Ra Tempel)
- 1973 : Join Inn
- 1973 : Starring Rosi
- 1974 : Inventions For Electric Guitar
- 1975 : Le Berceau de cristal
- 1976 : New Age of Earth
- 1977 : Blackouts
- 1979 : Correlations
- 1980 : Belle Alliance
- 1990 : Walkin' the Desert
- 1991 : Tropical Heat
- 2000 : Friendship